# Констянтин Лащук
Констянтин Лащук (нар. 1905 — пом. 1969) — громадський та політичний діяч української діаспори у Польщі, член Комуністичної партії Західної України

## Життєпис
Констянтин Лащук народився в с. Цицув Холмського повіту Люблінського воєводства. 
29 грудня 1963 року на III З'їзді Українського суспільно-культурного товариства був обраний його головою. Виключений у 1967 році з Українського суспільно-культурного товариства за фінансові зловживання.